# Corystusidae
De Corystusidae zijn een familie van zee-egels (Echinoidea) uit de orde Holasteroida.

## Geslachten
- Cardabia Foster & Philip, 1978 †
- Corystus Pomel, 1883
- Huttonechinus Foster & Philip, 1978 †